# Morethia ruficauda
Morethia ruficauda är en ödleart som beskrevs av Lucas och Frost 1895. Morethia ruficauda ingår i släktet Morethia och familjen skinkar.
Arten förekommer i delstaterna Northern Territory, South Australia och Western Australia i Australien. Honor lägger ägg.

## Underarter
Arten delas in i följande underarter:
- M. r. ruficaudus
- M. r. exquisita